# سلمان بی‌لی (سیحان)
سلمان بی‌لی (به ترکی استانبولی: Salmanbeyli) یک منطقهٔ مسکونی در ترکیه است که در سیحان واقع شده‌است.